# Cainiao
Cainiao Smart Logistics Network Limited (Chinees: 菜鸟网络科技有限公司) is een Chinees logistiek bedrijf. 
Cainiao werd op 28 mei 2013 door negen ondernemingen, onder leiding van Alibaba Group, opgericht als Cainiao Network Technology Co. Ltd. De oprichters wilden hiermee een China Smart Logistics Network creëren, waarmee goederen binnen de 24 uur geleverd worden in heel China. Dit zou het traditionele logistieke ecosysteem onderuit kunnen halen, net zoals Taobao het winkelgedrag van een hele generatie transformeerde.  Op 28 mei 2015 ging het van start, toen Alibaba de “Cainiao Jianghu Assembly” hield om Cainiao officieel te lanceren.

## Vestiging in België
Op 5 december 2018 sloot de Belgische regering een overeenkomst met Alibaba voor een nieuw logistiek verdeelcentrum van dochterbedrijf Cainiao op de luchthaven van Luik-Bierset. Critici toonden zich teleurgesteld over de omvang van de uiteindelijke investering, en waren van oordeel dat aan Alibaba te verregaande toegevingen waren gedaan ten koste van concurrent FedEx, wellicht onder druk van toenmalig premier Charles Michel. In mei 2021 waarschuwde justitieminister Vincent Van Quickenborne voor mogelijk spionagegevaar vanwege China vanuit het Luikse verdeelcentrum.
Op 8 november 2021 gingen meer dan 200 werknemers aan de slag in een magazijn van 30.000 m², waarvan 12.000 m² voor de luchtvrachtzone, en 18.000 m² voor het sorteercentrum.